# 長谷川常雄
長谷川 常雄（はせがわ つねお、1933年8月13日 - 2019年4月27日）は、日本の実業家。キューサイの創業者。京都府京都市出身。

## 経歴・人物
1957年に同志社大学商学部を卒業し、同年に大沢商会に入社。1963年に退社し、煎餅の製造・販売事業を開始し、1965年10月には福岡市で菓子製造販売会社長老製菓(のちのキューサイ)を創業し、2006年5月までに社長を務めた。1982年にはのちの主力商品となる「青汁」を製造・販売を開始。らでぃっしゅぼーや会長も務めた。
2019年4月27日、死去。85歳没。